# Tibor Balog (football, 1963)
Pour les articles homonymes, voir Tibor Balog et Balog.
Tibor Balog (?, 31 août 1963) est un joueur de football hongrois. Évoluant comme défenseur, il fut 12 fois International hongrois.
Arrivé en Belgique en 1990, il est l'entraîneur du club d'Overpeltse VV en Promotion (D4) belge en 2011-2012.

## Carrière de joueur
Tibor Balog débute en 1980 au Vasas Budapest et y évolue pendant neuf saisons, gagnant deux fois la Coupe de Hongrie. Il passe ensuite un exercice sous le maillot mauve de l'Újpest avec lequel il conquiert le titre national.
En 1990, Balog part pour l'aventure à l'étranger et aboutit au Verbroedering Geel. Après quatre dans le cercle campinois, il passe quatre autres championnats dans les rangs de Saint-Trond.
Après sa carrière de joueur, il décroche les diplômes ad-hoc et devient entraîneur.

### International hongrois
Tibor Balog obtient sa première cape avec l'équipe nationale hongroise, le 14 décembre 1985 à l'occasion d'un match amical à Toluca contre le Mexique. Le 26 avril 1989, il est capé pour la 12e et dernière fois pour une joute amicale en et contre l'Italie qui prépare la phase finale du Mondiale 90, qu'elle va organiser peu après.

## Carrière d'entraîneur
Tibor Balog a entraîné le K. FC Racing Mol-Wezel et est actif au K. Overpeltse VV lors de la saison 2011-2012.

## Palmarès
- Champion de Hongrie : 1990.
- Coupe de Hongrie : 1981, 1986.